# مارزانو دي نولا
مارزانو دي نولا هي بلدة وبلدية في مقاطعة أفيلينو بمنطقة كامبانيا في إيطاليا. تقع هذه البلدة في وادي لاورو. تحدها كل من ليفيري (مقاطعة نابولي)، باجو، لاورو، دوميسيلا وفيشيانو (مقاطعة أفيلينو).

## المعالم
تشمل المعالم الرئيسية: كنيسة سان تريفوني؛ مزار "مادونا ديلابوندانزا"؛ البرج العائد للعصور الوسطى؛ الفيلا الريفية الرومانية القديمة؛ والمزرعة "إل فوساتو".